# Holstebro
 Denne artikel handler om selve byen Holstebro. Ordet Holstebro bruges ofte også som en kort betegnelse for Holstebro Kommune.
Holstebro er en by i det nordlige Vestjylland, beliggende 39 km sydvest for Skive, 35 km nord for Herning og 50 km nord for Skjern og er med sine 37.487 indbyggere  (2025) den største by i Holstebro Kommune. Byen ligger ved Storå og er en betydelig handelsby med et net af gågader, heriblandt en af Danmarks ældste permanente gågade (anlagt 1963), som er strækningen fra Store Torv til Brotorvet. Byen har en betydelig industri inden for fremstilling af fødevarer, jernvarer og maskiner, træ og møbler samt kemisk industri. I byen er Regionshospitalet Holstebro, som hører under Region Midtjylland, og en kaserne med Jydske Dragonregiment. I byen ligger endvidere Retten i Holstebro og hovedkvarteret for Midt- og Vestjyllands Politi. Den lokale nyhedsavis er Dagbladet Holstebro-Struer. Holstebro er en kulturby, kendt for bl.a. Odin Teatret, og gadebilledet er præget af en række moderne skulpturer og kunstværker.

## Etymologi
Byen nævnes første gang 6. februar 1274 i et brev udstedt af biskop Tyge i Ribe. Da kaldes byen for Holstatbro. i 1287 benævnes byen som Hvolstathbroo, i 1340: Holzstathbroo, 1350: Holstethbro, 1373: Holstetbro, 1403: Holthzbro, osv. Byen holdt sit 750-års jubilæum i 2024.

## Historie

### Oprindelse
Byen er opstået som et vadested over Storåen. Senere er stedet blevet et bro-sted, heraf navnets sidste del. Første led i navnet hidrører sandsynligvis fra betegnelsen for "hult" sted eller "hul" eller sænkning ved åen. De ældste spor af byen stammer fra skår af middelalderlige krukker og kander, der kan dateres til 1100-tallet, og som blev fundet ved udgravninger i byens centrum.

### Middelalderen
Som trafikalt knudepunkt i Hardsyssel, der strækker sig fra Limfjorden til Skjern å og fra Vesterhavet til den jyske højderyg, har Holstebro længe haft betydning som markeds- og handelsby. Indtil ca. år 1500 var Holstebro hjemsted for Hardsyssel ting.
Byen har kun haft en kirke (syd for åen har der dog på "Kapelmark" ligget et kapel i den katolske tid) og aldrig noget kloster eller nogen mild stiftelse i Middelalderen. At byen i middelalderen har haft et præstegilde, ses af et brev fra 1510, hvori der nævnes Præstegildegaard, som oprindelig hed Fuglsang og lå nord for åen, syd for den senere Vestergade. Mod nord uden for byen havde Ribe Bispestol en gård, hvor bisperne residerede, når de opholdt sig på egnen, med tilliggende jorder og bøndergods; flere breve, der er udstedte herfra, har til underskrift "Ex curia nostra episcopali in Holstebro". Måske har kongerne også boet her, når de gæstede byen. Christian Is privilegier for Nykøbing på Mors fra 1460 er således udstedte fra Holstebro; denne konge vides flere gange at have opholdt sig i Holstebro, ligesom Kong Hans gæstede den blandt andet 1513.

### Renæssancen
Hvornår byen er blevet købstad, vides ikke. Dens ældste kendte privilegier er givne den af Christian III den 21. maj 1552, da de tidligere var brændt samme år ved en stor brand i byen; de er senere blevet bekræftet blandt andet i 1604. Christian III besøgte byen i 1542; et kongeligt brev af 16. september 1560 er også dateret herfra. Bispegaarden, hvorved der var en barfred og som lå på Skolegade, (navnet "Bisgaardsjorderne" minder om den), tilfaldt efter reformationen kronen og var under navn af "Holstebrogaard", "Kongens Gaard" og "Biskopsgaard" bortforlenet og fra 1599 lagt under Lundenæs; i 1618 skødede Kronen gården til Christen Hansen (Baden) til Nørgaard, den 23. november 1630 skænkede kongen den til byen, og 4 år efter fik den tilladelse til at nedrive bygningerne. Senere opførtes en ny gård på dens jorder, "Holstebro-Bisgaard", der lå på Nørregade og brændte 1734.
Fiskeriet i åen, som senere har været ubetydeligt, har vel haft nogen betydning, men byens vigtigste erhverv har været handelen, omend den tidligere skadedes ved den bestemmelse, at øksne skulle udføres over Ribe, lige som handelen på Limfjorden både i det 16. og det 17. århundrede led under overgreb fra Aalborg. Handelens blomstringstid var i det 16. og første halvdel af det 17. århundrede; den blev navnlig drevet over Hjerting med Holland, med udførsel især af huder og indførsel af kolonialvarer og klæde, over Ribe med Hamborg og Lübeck, med udførsel især af uld, for hvilken vare Holstebro var særlig kendt, og over Aalborg, med udførsel især af korn. De to største købmandsfamilier omkring 1600 var Lægaard og Solgaard. Krigene i det 17. århundrede har vel gjort byen en del skade, navnlig var den i krigen 1657-60 en tid lang besat af fjenden, men det er dog særligt de hærgende ildebrande, der satte den tilbage. Foruden den ovennævnte brand i 1552 nævnes brande 1576, der gjorde så stor skade, at borgerne, "der skulle være meget forarmede", ved kongeligt brev af 11. juni 1577, indtil videre blev fri for skat og al anden tynge; 1603, der ligeledes havde til følge, at de brandlidte ved brev af 5. oktober 1604 fritoges for skat i nogle år, 1. juli 1651.
Byen har haft en af Christian III oprettet latinskole, til hvilken han 1542 skænkede kongetienden af Maabjerg Sogn og 30. oktober 1553 landgilden af Kronens jord "Ladegaardsjord" uden for Varde. Bygningen på hjørnet af Skolegade og Skolegyde blev restaureret 1716 og 1739 givet til den danske skole, da latinskolen blev ophævet.

### Under enevælden
Den 28. juli 1697 brændte 46 gårde og kun den ringeste del af byen blev stående, nye brande indtraf i 1698, 8. april 1720, 22. juli 1733, da Øster- og Vester- samt noget af Nørregade gik op i luer, i 1734, da ilden atter rasede i Nørregade, i 1784 og 7. juli 1794, da hele Østergade brændte. I anden halvdel af det 18. århundrede stod byen i stampe. I 1769 havde den 679 indbyggere (1672: 500 indbyggere).
I begyndelsen af det 19. århundrede trak Ringkøbing en del af handelen til sig, men dette forandredes, da sejladsen på Limfjorden fik liv ved Aggerkanalens åbning og Løgstørkanalens anlæg, og byen kom i god opkomst, især efter anlægget af en havn i Struer.

### Den tidlige industrialisering
Holstebros befolkning var stigende i slutningen af 1800-tallet og i begyndelsen af 1900-tallet: 1.305 i 1850, 1.526 i 1855, 1.662 i 1860, 2.047 i 1870, 2.559 i 1880, 3.863 i 1890, 4.978 i 1901, 5.968 i 1906 og 6.861 i 1911.
Fra midten af 1800-tallet startede en industrialiseringsbølge i byen. Holstebro havn ved Struer blev anlagt i 1854-1855 og jernbaneforbindelsen til Struer i 1866, hvilket betød gode transportmuligheder til og fra byen.
Af fabrikker og industrielle anlæg havde byen ved århundredeskiftet: Holstebro Aktiebryggeri (aktieselskab, oprettet 1882, aktiekapital 200.000 kr., beskæftiger ca. 50 mænd og kvinder, årlig produktion: ca. 12.000 td. skattepligtigt og 3.000 td. skattefrit øl); Holstebro Jernstøberi og Maskinfabrik (aktieselskab fra 1897, aktiekapital 80.000 Kr.; ca. 35 arbejdere), 1 jernstøberi, 2 maskinfabrikker, R. Færchs Tobaksfabrik (anlagt 1869, beskæftigede ca. 75 mænd og kvinder); 1 tricotagefabrik (126 arbejdere); 1 kartoffelmelsfabrik (ca. 20 arbejdere, årlig produktion, ca. 1 mio. pd. mel; til fabrikken hørte hovedgården Krogsdal i Nørre-Felding Sogn); 1 svineslagteri (aktieselskab, oprettet 1893, aktiekapital 180.000 kr., ca. 20 arbejdere), 2 farverier og klædefabrikker (hver ca. 12 arbejdere), 1 høvleværk (med dampkraft), 1 savværk (vandkraft); desuden 2 bogtrykkerier.
I Holstebro blev udgivet 4 aviser: "Holstebro Avis", "Holstebro Dagblad", "Holstebro Folkeblad" og "Vestjyllands Socialdemokrat" (kun den første blev trykt her).
I Holstebro blev årligt afholdt 10 markeder: 1 i januar med heste og kreaturer, 1 i februar med heste, 1 i februar, 1 i april, 1 i maj, 1 i juni, 1 i juli, 1 i september, 1 i oktober og 1 i november med heste og kreaturer. Særlig kvægmarkederne havde betydning for byen; det såkaldte "Store-Mandags Marked" i oktober blev fremhævet. Torvedag var hver tirsdag og lørdag og hver anden tirsdag fra anden tirsdag efter oktobermarkedet indtil jul med kreaturer; hver torsdag var torvedag for handel med smågrise.
Befolkningens sammensætning efter næringsvej var i 1890: 381 levede af immateriel virksomhed, 1.518 af håndværk og industri, 805 af handel og omsætning, 200 af jordbrug, 52 af gartneri, 720 af forskellig daglejervirksomhed, 115 af deres midler, 67 nød almisse og 5 sad i fængsel. Ifølge en opgørelse i 1906 var indbyggertallet 5.968, heraf ernærede 406 sig ved immateriel virksomhed, 539 ved landbrug, skovbrug og mejeridrift, ingen ved fiskeri, 2.847 ved håndværk og industri, 1.179 ved handel med mere, 369 ved samfærdsel, 225 var aftægtsfolk, 240 levede af offentlig understøttelse og 163 af anden eller uangiven virksomhed.

### Mellemkrigstiden
Gennem mellemkrigstiden var Holstebros indbyggertal stigende: i 1916 7.343, i 1921 8.423, i 1925 9.210, i 1930 10.015, i 1935 10.658, i 1940 11.675 indbyggere. Samtidig voksede en forstad frem i Måbjerg Kommune.
| År                      | 1916  | 1921  | 1925  | 1930   | 1935   | 1940   |
| ----------------------- | ----- | ----- | ----- | ------ | ------ | ------ |
| Holstebro købstad       | 7.343 | 8.423 | 9.210 | 10.015 | 10.658 | 11.675 |
| Måbjerg                 | -     | -     | -     | 218    | 247    | 257    |
| Holstebro med forstæder | 7.343 | 8.423 | 9.210 | 10.233 | 10.905 | 11.932 |

Ved folketællingen i 1930 havde Holstebro 10.015 indbyggere, heraf ernærede 597 sig ved immateriel virksomhed, 4.184 ved håndværk og industri, 1.784 ved handel mm, 864 ved samfærdsel, 440 ved landbrug, skovbrug og fiskeri, 824 ved husgerning, 1.181 var ude af erhverv og 141 havde ikke oplyst indkomstkilde.
| Næringsveje             | Landbrug m.v. | Håndværk, industri | Handel og omsætning | Transport | Immateriel virksomhed | Hus- gerning | Ude af erhverv | Uangivet | I alt  |
| ----------------------- | ------------- | ------------------ | ------------------- | --------- | --------------------- | ------------ | -------------- | -------- | ------ |
| Holstebro købstad       | 440           | 4.184              | 1.784               | 864       | 597                   | 824          | 1.181          | 141      | 10.015 |
| Måbjerg                 | 32            | 56                 | 59                  | 48        | 32                    | 32           | 14             | 0        | 218    |
| Holstebro med forstæder | 472           | 4.240              | 1.843               | 912       | 629                   | 856          | 1.195          | 141      | 10.288 |

### Efterkrigstiden
Efter 2. verdenskrig fortsatte Holstebro sin befolkningsvækst. I 1945 boede der 13.212 indbyggere i købstaden, i 1950 14.711 indbyggere, i 1955 16.791 indbyggere, i 1960 18.563 indbyggere og i 1965 21.001 indbyggere. Samtidig udviklede forstaden sig i Måbjerg Kommune og nye forstæder udviklede sig, Hornshøj i Mejrup Kommune og Mejdal i Tvis Kommune.
| År                      | 1945   | 1950   | 1955   | 1960   | 1965   |
| ----------------------- | ------ | ------ | ------ | ------ | ------ |
| Holstebro købstad       | 13.212 | 14.711 | 16.791 | 18.563 | 21.001 |
| Måbjerg                 | 279    | 309    | 301    | 293    | 403    |
| Hornshøj                | -      | -      | -      | -      | 228    |
| Mejdal                  | -      | -      | -      | -      | 556    |
| Holstebro med forstæder | 13.491 | 15.020 | 17.092 | 18.856 | 22.188 |

I 1961 indgik R. Færchs Fabrikker i fusionen, som skabte Skandinavisk Tobakskompagni, der under navnet Orlik Tobacco Company A/S stadig producerer pibetobak i en af Færchs gamle fabrikker i Holstebro.
Den 9. februar 1962 blev dele af Holstebro ramt af en High-End F3 tornado. Cirka 100 bygninger blev beskadiget, nogle voldsomt beskadiget, heriblandt velbyggede murstensboliger. 500 træer blev knækket eller revet op med rødder i en plantage, og bygningsmaterialer blev flyttet 13 kilometer.

## Kommunale forhold
Der bor i dag 58.418 indbyggere i hele Holstebro Kommune (2018). Ved kommunalreformen i 2007 blev de tre gamle kommuner Holstebro Kommune fra 1970-2006, Ulfborg-Vemb Kommune og Vinderup Kommune lagt sammen til Holstebro Kommune.

## Erhverv
Holstebro blev kåret som Danmarks bedste handelsby i 2006 og 2020. Holstebro har generelt et handelsliv centreret omkring gågaden (Nørregade) i centrum samt et område med store varehuse i udkanten af byen. Historisk set har handel præget byens erhvervsstruktur gennem mange år, hvilket bl.a. kan henføres til det store opland.
I byen ligger flere store, gamle virksomheder som Færch Plast, Scandinavian Tobacco Group og jernstøberiet Vald. Birn.
Sydvest for Holstebro i byen Tvis ligger møbelvirksomheden Actona, som omsætter for 1,1 mia. kr og beskæftiger 1.200 på verdensplan. Firmaet blev oprindeligt grundlagt i Holstebro i 1981 under navnet Marmorhuset.
Siden 2018 har Holstebromotorvejen forbundet Måbjerg i den nordlige del af Holstebro med Herning. I Måbjerg ligger et af landets større lokalt ejede biogasanlæg fra 2012 ved siden af byens 28 MW kraftvarmeværk fra 1993 som laver 128 GWh strøm per år, samt fjernvarme til Holstebro og Struer. Værket har også en 35 MW elkedel.

## Uddannelse
I Holstebro findes følgende uddannelsesinstitutioner:
- VIA University College (Campus Holstebro) Arkiveret 31. januar 2017 hos  Wayback Machine udbyder en række velfærdsuddannelser:
  - Socialrådgiver
  - Pædagog
  - Ergoterapeut
  - Fysioterapeut
  - Sygeplejerske
- Holstebro Gymnasium og HF
- Uddannelsescenter Holstebro (UCH)
- Produktionsskolen Nordvestjylland
- VUC Holstebro-Lemvig-Struer
- Dansk Talentakademi (tidligere Nordvestjysk Talentcenter)
- Holstebro Elitesport
- Erhvervsakademi MidtVest Holstebro
- Mercantec Ulfborg Kjærgård Arkiveret 2. februar 2017 hos  Wayback Machine
- Social & Sundhedsskolen Herning, Holstebro-afdelingen Arkiveret 18. juli 2016 hos  Wayback Machine
- Det Kgl. Teaters Balletskole i Holstebro
- Holstebro Musikskole (udbyder MGK)
- Jydske Dragonregiments Uddannelsesbataljon

## Kultur

### Attraktioner og seværdigheder
Holstebro Museum er et kulturhistorisk museum med lokalhistorisk arkiv. Holstebro Kunstmuseum har både dansk og udenlandsk nutidskunst. Museum for Kleinkunst ligger i byens ældste og mindste hus og viser kunst i maksimalt 5x8 cm. Byen huser også Hjemmeværnsmuseum Holstebro.
Midt i byen ligger Holstebro Lystanlæg, der gennem generationer har været byens grønne samlingssted med bl.a. friluftsscene og parksø.

### Musik, dans og teater
Musikteatret Holstebro (tidligere Holstebro Kongres- og Kultur Center, 1991 og HolstebroHallen, 1966) danner ramme om bl.a. teaterforestillinger og udstillinger. I forbindelse med musikteatret ligger egnsteatret Black Box Theatre, og Operaen i Midten har også adresse i musikteatret.
Byen har siden 1960'erne været kendt for Odin Teatret, Nordisk Teaterlaboratorium for Skuespillerkunst og Det Kongelige Teaters Balletskole . I 2013 blev byens tredje egnsteater Black Box Dance Company etableret under ledelse af Marie Brolin-Tani.
Holstebro huser symfoniorkestret Orkester MidtVest og flere andre orkestre indenfor de fleste genrer. Orkester Efterskolen, Rytmisk Musik Holstebro og Holstebro Musikskole er leverandører af musik til byens events og arrangementer. Klassiske Dage er Holstebros årlige festival for klassisk musik grundlagt i 2005 af fløjtenisten Janne Thomsen. Fra 1960'erne begyndte det rytmiske musikmiljø at trives i byen, blandt andet faciliteret af musikforeningen JASS (Jysk Aktivt Spillemands Selskab), der i en lang årrække arrangerede JASS Festivalen. I samme periode opstod de to jazzorkestre River Boat og Blåbærrene.
Dansk Talentakademi (DTA) udbyder kunstnerisk talentudvikling for unge med en række akademiforberedende kurser inden for kunst og design, musical og teater, dans og musik.

### Kunst i byen
I det offentlige rum kan man finde flere moderne kunstværker, bl.a. Alberto Giacomettis figur "Kvinde på kærre" ("Maren o æ woun", som den betegnes i folkemunde) foran det gamle rådhus.
"Tobaksarbejderens Drøm" skabt af kunstnergruppen Krukako ved og på Den Røde Plads, Bjørn Nørgaards udsmykninger af gågaderne samt Frithioff Johansens permanente laserskulptur Kaos tempel på TV Midt Vests sendemast. Ved Nørrelandskirken, der er tegnet af Inger og Johannes Exner, kan man se det særprægede kirketårn med den snoede spiraltrappe og inde i kirken flere lystræer.
Ved indgangen til Holstebro Lystanlæg er der en lille lund med buster af nogle af byens historiske, visionære og mindeværdige personligheder. Det drejer sig om: Valdemar Birn (manden bag jernstøberiet Vald. Birn), tidligere borgmester Kaj K. Nielsen, tidligere kommunaldirektør Jens Johansen, fabrikant Jørgen Færch, plantageejer Dato Seri Børge Bek-Nielsen samt frimenighedspræst Morten Larsen.

### Sport
Byen indeholder flere idrætsanlæg og en lang række sportsklubber og foreninger.
Holstebro Idrætspark har et kombineret atletik- og fodboldstadion med plads til 5.000 tilskuere. Stadion er hjemmebane for byens største fodboldklub, Holstebro Boldklub.
Idrætscenter Vest har 16 fodboldbaner, hvoraf den ene har plads til 2.000 tilskuere.
Gråkjær Arena er en idrætshal indviet i 2011, som er hjemmebane for håndboldholdet TTH Holstebro.
TDC Hallerne, Mejrup. Kultur- og fritidscenter med to haller, en multihal med scene, friluftsbad m.m.
Derudover findes Holstebro Badeland og Holstebro Friluftsbad. To golfklubber er at finde i byen; GOLFCLUB Storådalen og Holstebro Golfklub der er anerkendt som en af verdens 1000 bedste golfbaner og tillige som en af Danmarks ti bedste golfbaner.
Andre sportsgrene der dyrkes i byen tæller amerikansk fodbold (AFC Holstebro Dragons), roning, rugby og flyvning, specielt svæveflyvning, i Holstebro Flyveklub.
Nogle af byens idrætsforeninger er samlet i wikipedia-kategorien "Sport i Holstebro".

### Venskabsbyer
Efter tidligere at have haft flere venskabsbyer, er samarbejdet nu begrænset til følgende to:
- Karmøy
- Brasov

## Øvrige forhold
- Spejdernes Lejr 2012 i Holstebro samlede for første gang alle de internationalt anerkendte danske spejderkorps. Over 32.000 deltog.
- Fra 1953 har Holstebro været garnisonsby for Jydske Dragonregiment med et stort øvelsesterræn sydvest for byen.

- TV/MIDT-VEST i Holstebro har siden 1989 sendt regionalt TV til Ringkjøbing samt Viborg amter.
- DR Midt & Vest i Holstebro er Danmarks Radios regionale afdeling for Midt- og Vestjylland med regionalradioen P4 Midt & Vest og tv-produktion for DR1.

- Mellem Holstebro og Tvis Mølle lå Tvis Kloster, der var et middelalderkloster, som blev nedrevet i slutningen af 1600-tallet. Klosterkirken bestod dog som sognekirke indtil 1889. Den gamle kirkegård og grundplanen af klosteret er stadig at se i dag.

## Kendte bysbørn
- Matthias Saxtorph, læge, (1740–1800)
- Carl Christian von Støcken, godsejer og politiker, (1799–1874)
- Charles Christian Lauritsen, atomfysiker, (1892–1968)
- Karl Adolf Koefoed Larsen, skakkomponist, (1896-1963)
- Johannes Humlum, geografisk forsker (1911-1990)
- Knud H. Thomsen, forfatter, (1921–1990)
- Jens Jørgen Thorsen, maler og multikunstner, (1932–2000)
- Henning Dyremose, fhv. finansminister og koncerndirektør, (1945–)
- Else Marie Friis, botaniker (1947-)
- Johnny Eliasen, balletdanser (1949-)
- Henning Stærk, sanger, (1949-)
- Hans Erik Lerchenfeld, guitarist i TV2, (1951–)
- Søren Gade, tidligere forsvarsminister (V), (1963–)
- Charlotte Sahl-Madsen, konservativ tidligere videnskabsminister, (1964–)
- Jens Rohde, EU-parlamentariker, tidligere MF (V) (1970–)
- Peter Heine Nielsen, skakspiller, (1973–)
- Mikael Simpson, sanger, (1974–)
- Pernille Vigsø Bagge, MF (SF), (1975–)
- Kim Kristensen, fodboldspiller, (1975–)
- Christian Juncker, musiker og sangskriver, (1975–)
- Iben Dorner, skuespiller, (1978–)
- Louise Hart, sangerinde, radio- og tv-vært, (1979–2018)
- Jeppe Huldahl, golfspiller, (1982–)
- Elias Ehlers, stand-up komiker, (1985–)
- Pernille Mathiesen, cykelrytter, (1997–)
- Bjergsen, League of Legends-spiller (1996-)

## Galleri
- Store Torv med vandkunst
- Holstebros Gamle Rådhus
- Holstebro bibliotekHolstebro Rådhus og Bibliotek
- Holstebro Kirke fra 1907
- Vandkunst på gågaden
- Park i Holstebro
- Buster af honoratiorer ved anlægget
- Balletskolen og Hotel Royal på Den Røde Plads
- Skulptur af kunstnergruppen Krukako Arkiveret 19. april 2008 hos  Wayback Machine på Den Røde Plads
- Krukako kunst på Balletskolen
- Strøget i Holstebro
- Udsyn over Storå
- Holstebro Svømmecenter Arkiveret 20. november 2007 hos  Wayback Machine
- Udsigt over Storåen og Holstebro Musikteater
- Holstebro Banegård
- Holstebro Museum og Kunstmuseum
- Prospekt fra 1769 (Pontoppidan)
- Bomhuset fra 1794